# Jeanne Schoebel
Pour les articles homonymes, voir Schoebel.
Jeanne Laplaud (née le 25 octobre 1945 à Aixe-sur-Vienne et morte le 25 novembre 2018 à Nice) est une athlète française, spécialiste des courses de haies.

## Biographie
Elle est sacrée championne de France du 80 mètres haies en 1968 et championne de France du 100 mètres haies en 1970 et 1971.
Le 28 juin 1972, à Varsovie, elle établit un nouveau record de France du 100 mètres haies en 13 s 2.